# Еркомайшвили, Александра Ираклиевна
Александра Ираклиевна Еркомайшвили (варианты фамилии: Еркомаишвили, Еркоманийшвили; 1916 год — 1977 год) — колхозница колхоза имени Ленина Чохатаурского района, Грузинская ССР. Герой Социалистического Труда (1949).

## Биография
Окончила в 1939 году Батумский медицинский техникум. Трудилась рядовой колхозницей в колхозе имени Ленина Чохатаурского района (сегодня — Чохатаурский муниципалитет).
В 1948 году собрала 6321 килограмм сортового чайного листа на участке площадью 0,5 гектаров. Указом Президиума Верховного Совета СССР от 29 августа 1949 года удостоена звания Героя Социалистического Труда за «получение высоких урожаев кукурузы и табака в 1948 году» с вручением ордена Ленина и золотой медали «Серп и Молот».
Этим же Указом звание Героя Социалистического Труда получили первый секретарь Чохатаурского райкома партии Шота Илларионович Чануквадзе, председатель райисполкома Гури Михайлович Антидзе, главный районный агроном Галактион Есевич Шарашидзе и заведующий районным отделом сельского хозяйства Илья Михайлович Сихарулидзе.
В последующие годы трудилась медсестрой в селе Самеба Чохатаурского района. Умерла в 1977 году.